# 圣尼各老圣殿 (格但斯克)

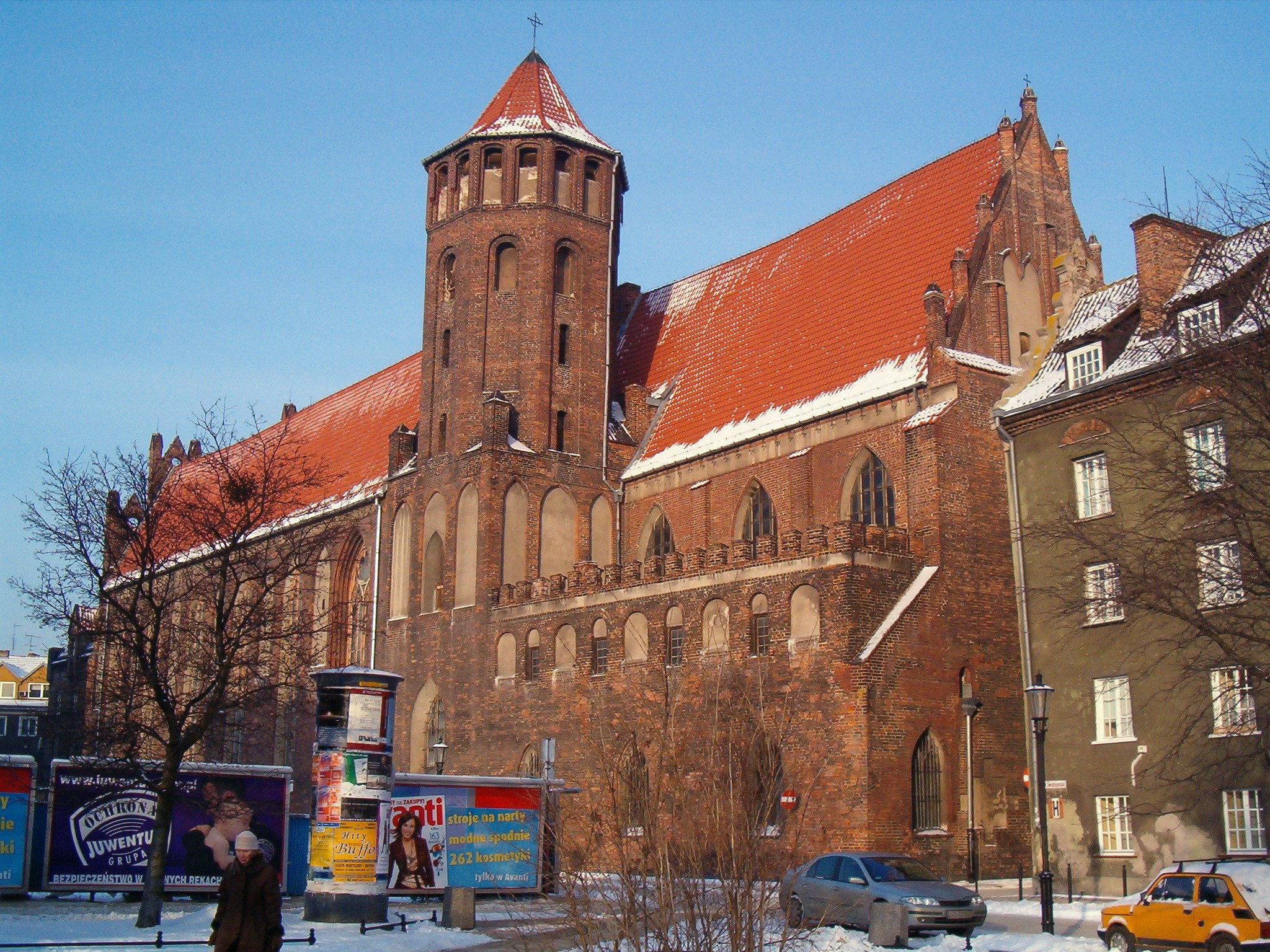

圣尼各老圣殿（Bazylika św. Mikołaja i klasztor dominikanów）位于波兰格但斯克，是一座罗马天主教宗座圣殿，长37米。 

## 历史
该堂是格但斯克最古老的教堂之一，建于12世纪。1227年，波美拉尼亚公爵将其送给道明会。目前的教堂建于1348年，宗教改革期间数次被毁和劫掠（1525、1576）。修士被驱逐，甚至丧生。1564年但泽当局将修道院给予新教。1567年修道院归还道明会，该堂进入繁荣时期。1813年，修道院被大火焚毁。1834年，道明会离开该市，其废墟被拆除。教堂改为格但斯克的四个本堂之一。
1929年，该堂升为宗座圣殿。这是该市唯一未被二战破坏的哥特式建筑。1945年，道明会回到格但斯克原来的教堂。他们主要来自被苏联占领的利沃夫，当地波兰人口被迫移居国外。在1960年代末，该堂成为反对派和思想独立者的总部。Ludwik Wiśniewski神父举办讨论会，吸引哥白尼学校的学生、反对派活动家和政治家参加。

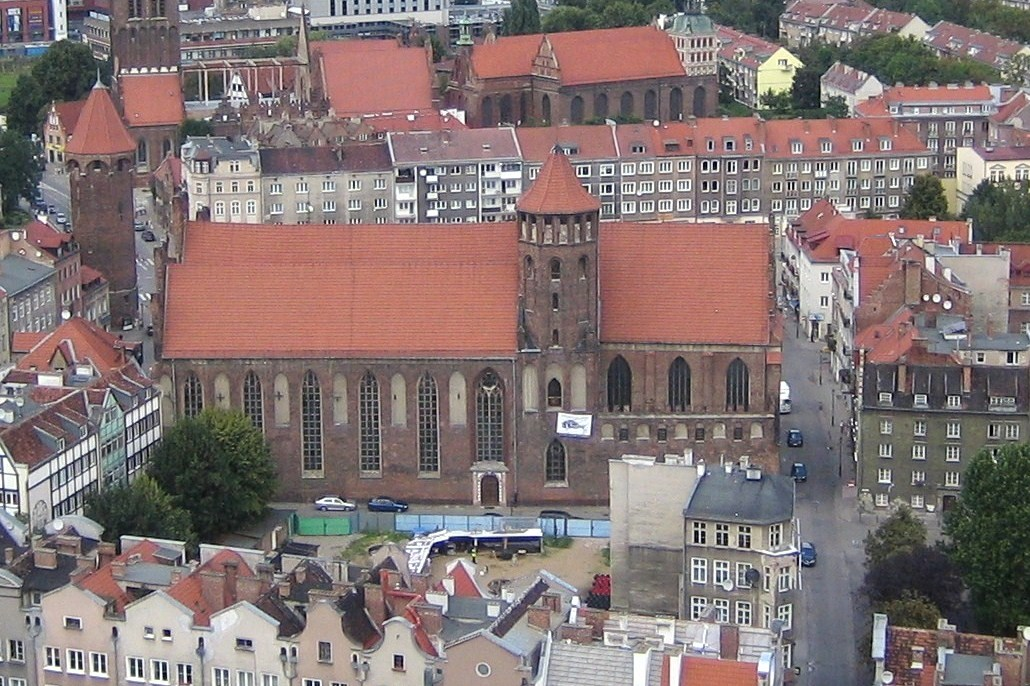
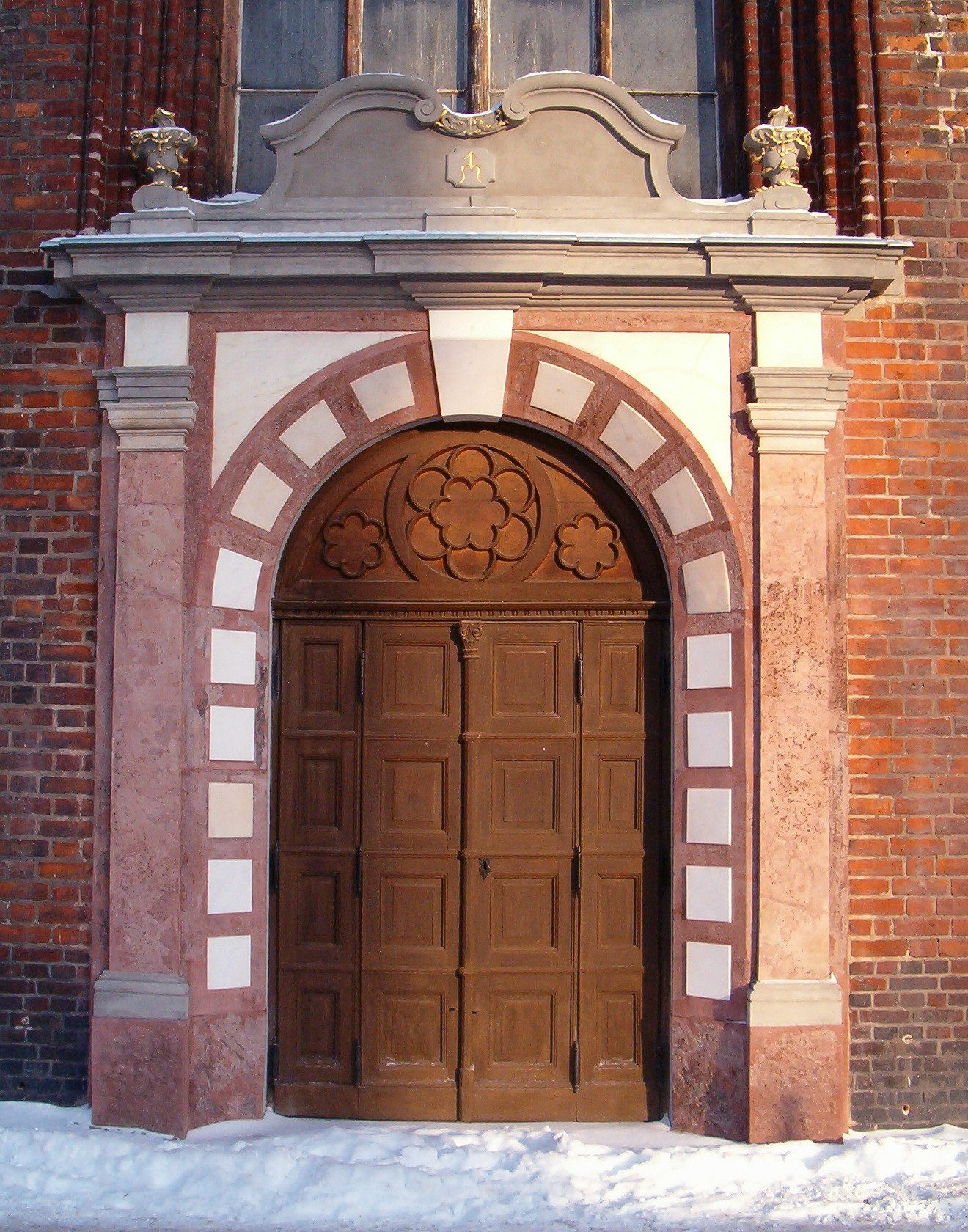
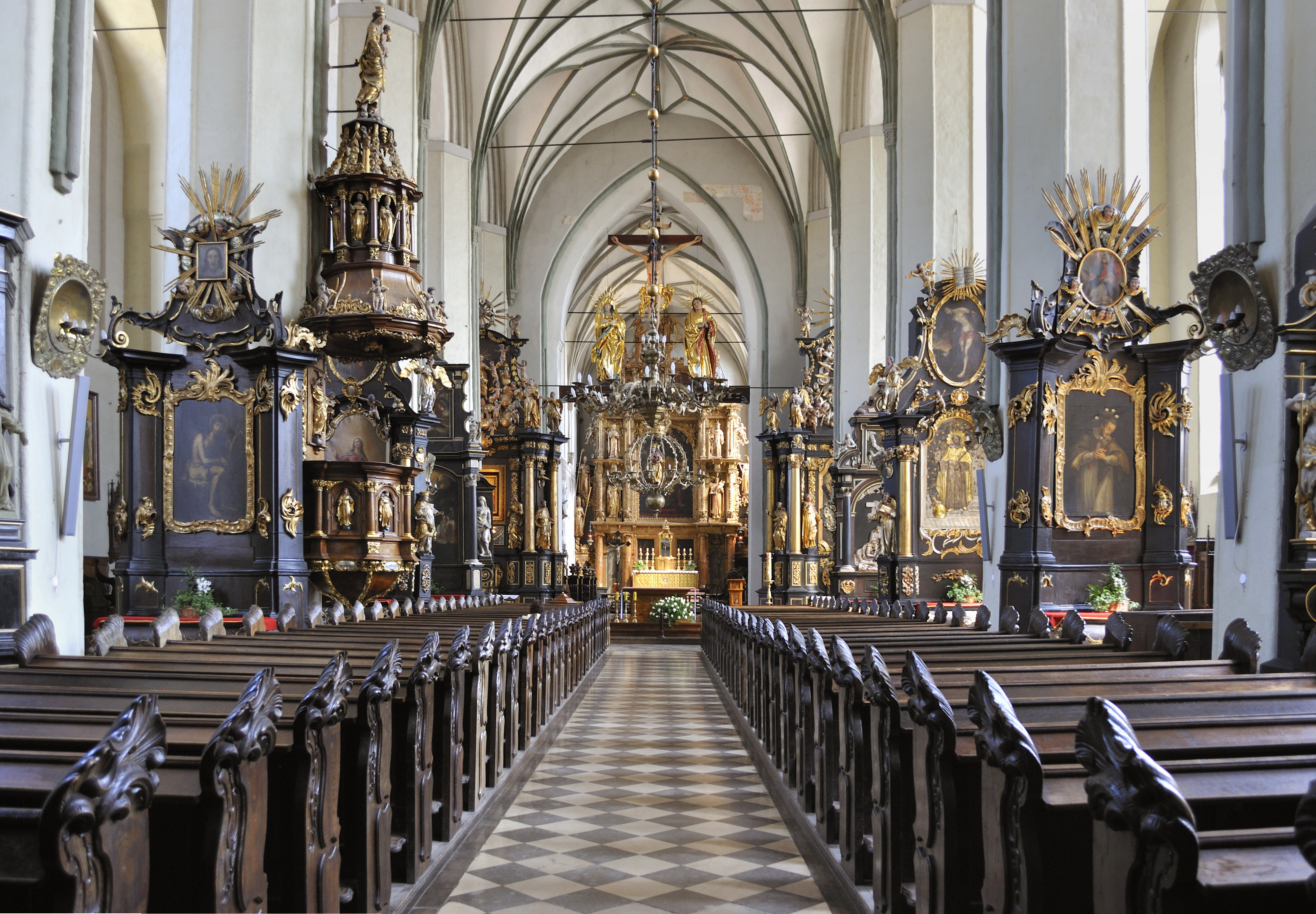
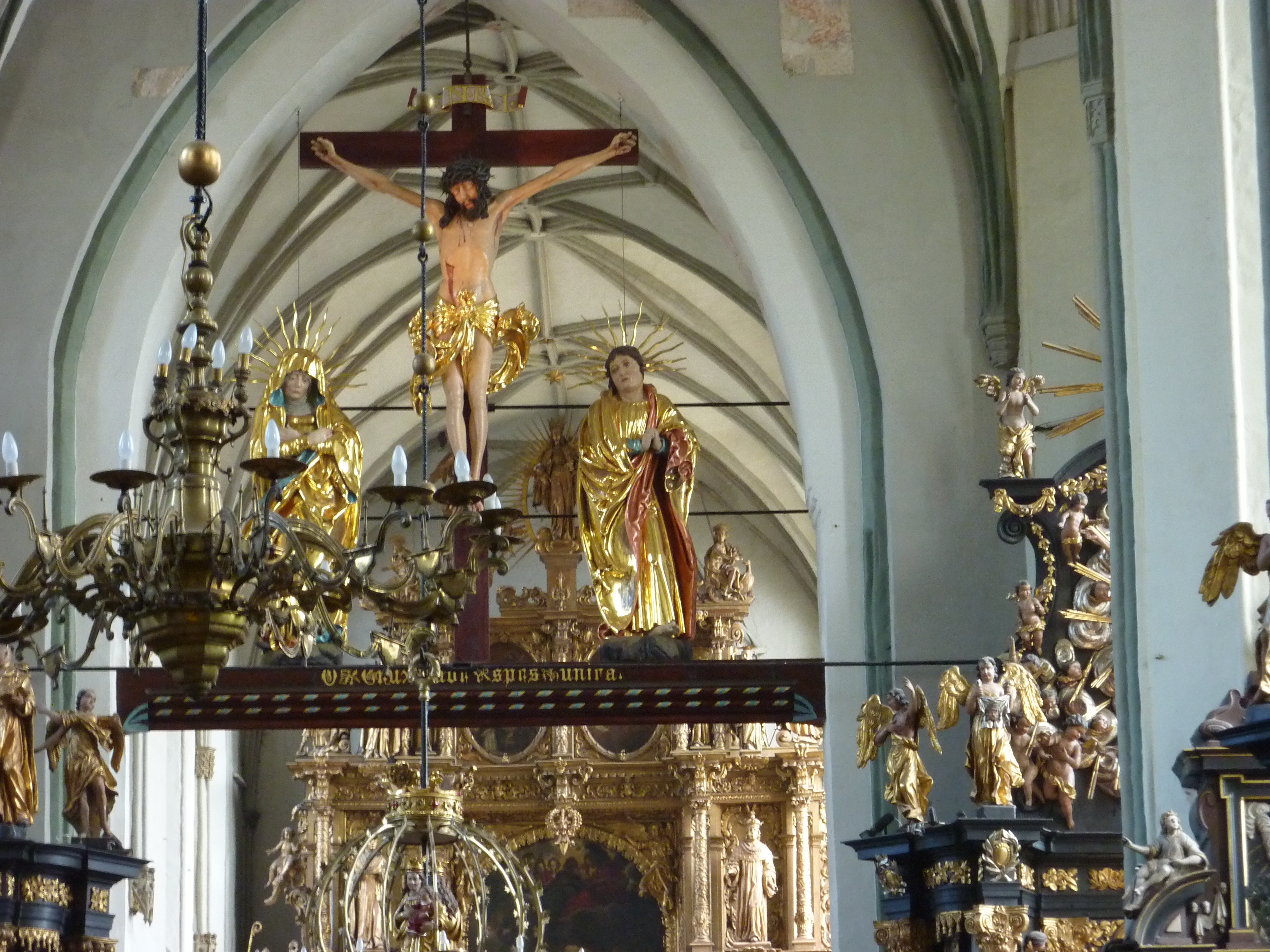
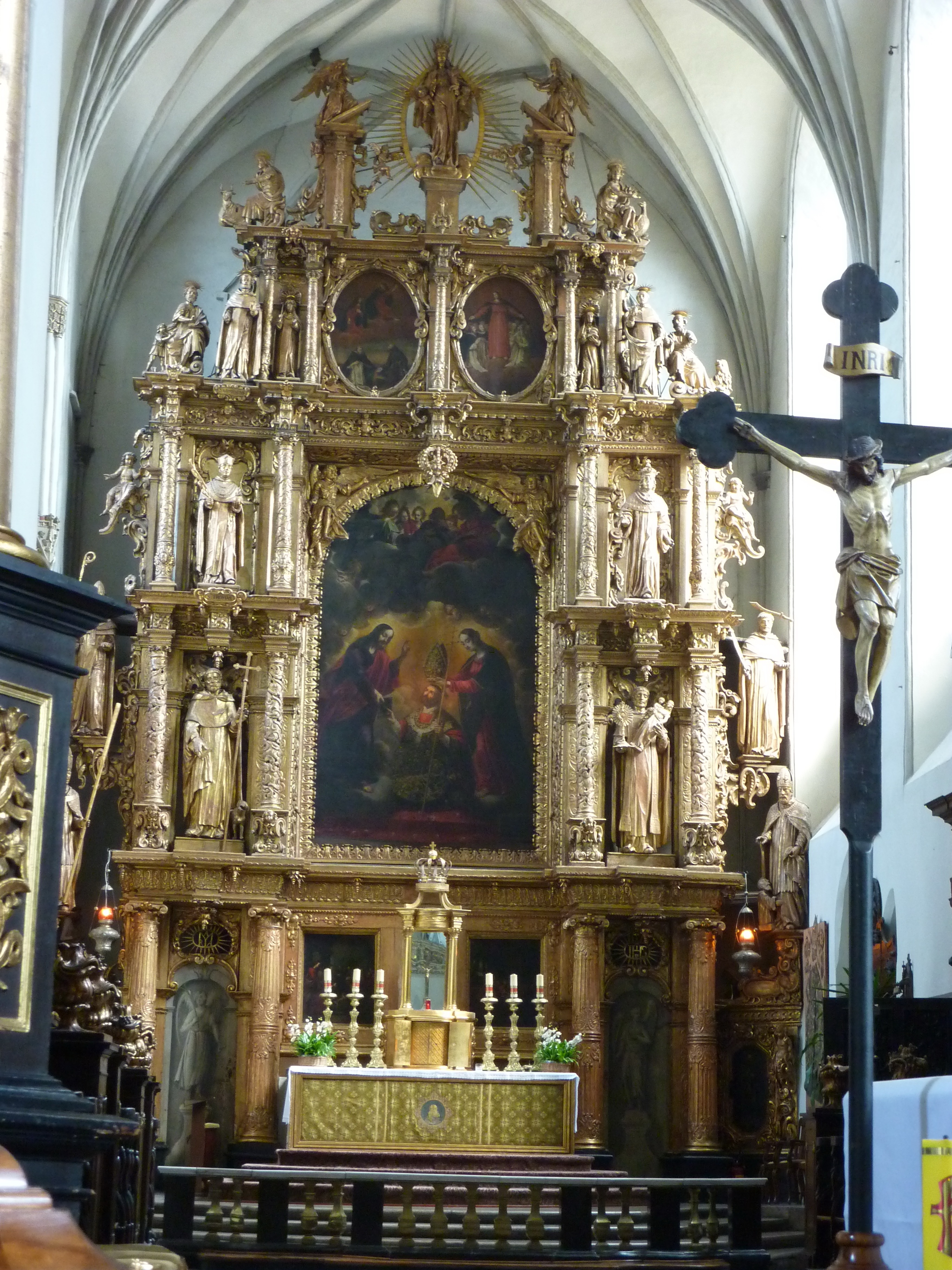
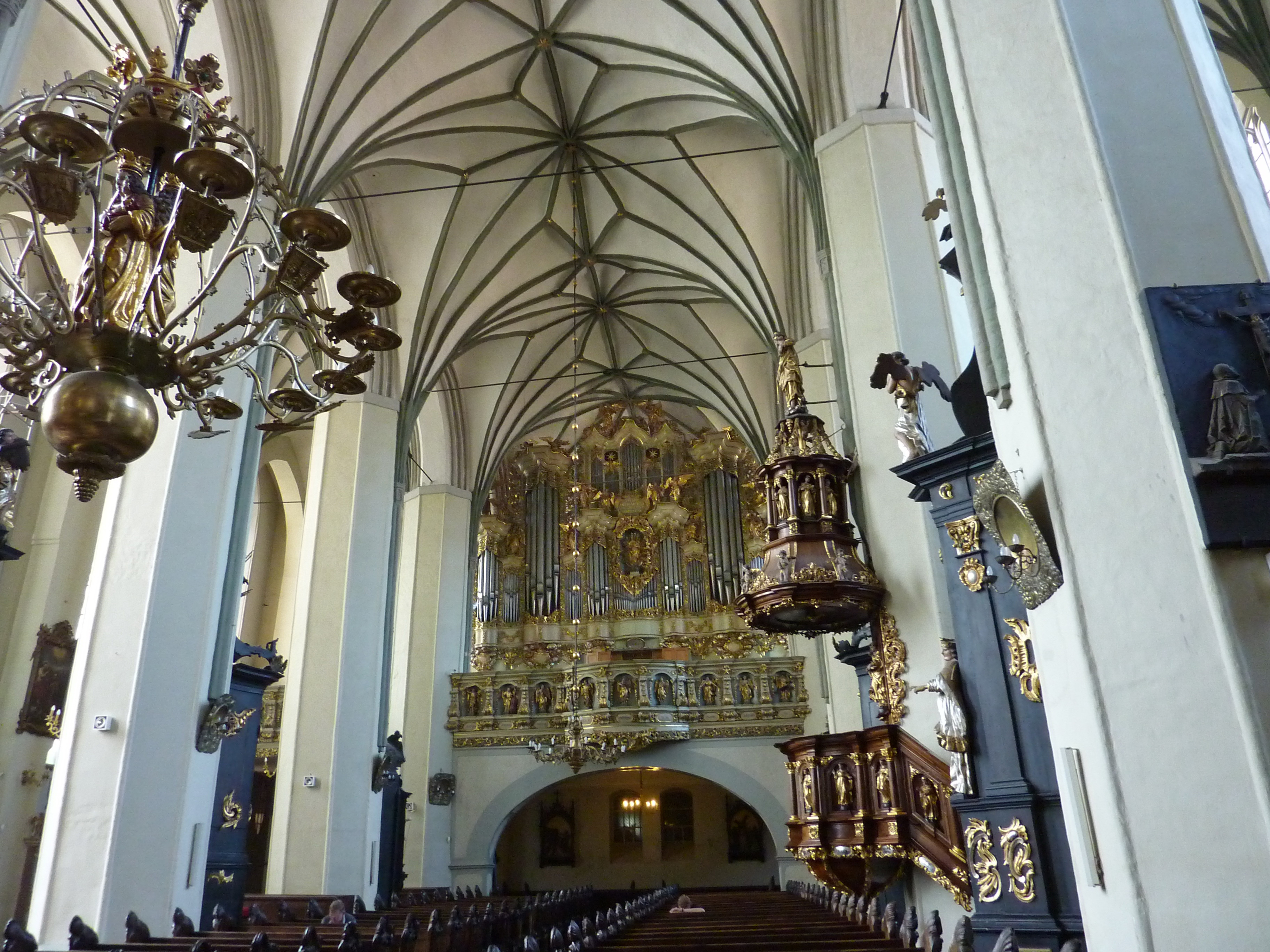